# 도쿠가와 이에야스 (드라마)
도쿠가와 이에야스(일본어: 徳川家康) 1983년 NHK에서 제작한 대하드라마이다. 방영횟수는 총 50회이다.

## 배역
- 마쓰다이라 모토야스 → 도쿠가와 이에야스: 마쓰다 요지 → 다키타 사카에
- 마쓰다이라 히로타다 : 곤도 마사토미
- 오다이 : 오타케 시노부
- 게요인 : 야치구사 가오루
- 세나히메 → 쓰키야마도노: 이케가미 기미코
- 마쓰다이라 노부야스 : 다쿠마 신
- 유키 히데야스 : 호리 히데유키
- 마쓰다이라 다다나오 : 사카모토 료스케
- 도쿠가와 히데타다 : 다토 마코토 → 가쓰노 히로시
- 다케치요 : 시마 에이지
- 오다 노부나가 : 야쿠쇼 코지
- 도요토미 히데요시 : 다케다 데츠야
- 요도도노 : 나츠메 마사코
- 도쿠히메 : 하세가와 마유미 → 다나카 미사코
- 가메히메 : 하라 히데코
- 오고: 시라토 마리
- 마쓰다이라 다다요시 : 후케 노리마사
- 마쓰다이라 다다테루 : 다나카 겐
- 이루하 히메 : 오카모토 마이
- 마쓰다이라 요리노부 : 다카노 히루카즈
- 혼다 시게쓰구 : 나가토 히로유키

## 같이 보기
- 센고쿠 시대
- 노부나가의 야망
- 대망